# 瑪麗·羅德威爾
瑪麗·羅德威爾（英語：Mary Rodwell，？年—）是一名澳洲UFO專家，為「澳洲近距離接觸者資源網絡」（ACERN）的創始人。

## 生平
出生於英國，1991年移民西澳洲，現居昆士蘭州。曾當過護士、助產士和催眠治療師:229。
1997年，羅德威爾創立了澳洲近距離接觸者資源網絡（ACERN），向那些自稱受到外星人綁架的人士提供幫助，協助他們處理創傷。她已研究了全球超過一千六百件據稱與外星生命接觸的個案:229，和三千多名經歷過超常現象的人合作。
羅德威爾也是艾德加·米切爾博士外星接觸研究基金會（FREE）的聯合創始人和主任。
羅德威爾主張外星生命在遠古時期就已訪問地球，他們來地球「是為了協助我們進化到另一個層級」:229，並聲稱各國政府掩蓋了外星生命的存在。
2010年，紀錄片《我媽跟外星人說話》（My Mum Talks To Aliens）在SBS電視台播出，介紹了羅德威爾的生平和研究，其兒子、自認是不明飛行物懷疑論者的克里斯也一同入鏡:229。

## 外部連結
- 官方网站 （英文）
- 瑪麗·羅德威爾在互联网电影资料库（IMDb）上的資料（英文）